# Draycott in the Moors
Draycotts in the Moors è una parrocchia civile inglese del distretto di Staffordshire Moorlands, contea di Staffordshire. Essa si trova tra Newcastle-under-Lyme ed Uttoxeter, a due miglia e mezzo da  Cheadle ed è vicino alla stazione ferroviaria di Blythe Bridge, sulla ferrovia North Staffordshire Railway.